# 纸质楼梯草
纸质楼梯草（学名：Elatostema pergameneum）是荨麻科楼梯草属的植物，是中国的特有植物。分布于中国大陆的广西等地，目前尚未由人工引种栽培。

## 扩展阅读
- 維基物種上的相關：纸质楼梯草